# BLOND 007
『BLOND 007』（ブロンド・セブン）は、日本のロックバンド・ZIGGYの7枚目のオリジナル・アルバム。

## 概要
- 今作は坂井紀雄がプロデュース、横関敦が共同編曲を担当した。

- アルバム収録曲の「12月の風になりたい」は、L'Arc〜en〜Cielのhydeと女優の坂井真紀が出演したAXIA「Z2」のCMソングに起用された。

## 批評
CDジャーナルは「2人組になりさらにポップ感を増し続けているZIGGY。本作でも彼らは、自分達が求め続けているメロディアスなロックというスタイルを徹底追求している。特に本作は、往年の名曲「GLORIA」に通じるメロディアスな楽曲が溢れてる」と評した。

## 収録曲
| #         | タイトル                                           | 作詞               | 作曲      | 時間  |
| --------- | -------------------------------------------------- | ------------------ | --------- | ----- |
| 1.        | 「STROLLIN'」                                      | 森重樹一           | 戸城憲夫  | 5:35  |
| 2.        | 「PSYCHEDELIC ROMANCE」                            | 森重樹一           | 森重樹一  | 2:52  |
| 3.        | 「12月の風になりたい」(AXIA「Z2」CMソング)         | 森重樹一           | 森重樹一  | 3:06  |
| 4.        | 「真夜中の太陽」                                   | 森重樹一           | 戸城憲夫  | 4:25  |
| 5.        | 「TOO MUCH MONKEY BUSINESS」                       | 森重樹一           | 森重樹一  | 4:26  |
| 6.        | 「STAY GOLD」(『94'劇空間プロ野球』イメージソング) | 森重樹一           | 森重樹一  | 4:51  |
| 7.        | 「ROLLING TRAIN」                                  | 森重樹一           | 戸城憲夫  | 5:17  |
| 8.        | 「SOMEBODY'S GREED」                               | 森重樹一           | 森重樹一  | 3:30  |
| 9.        | 「CRAZY DIAMOND」                                  | 森重樹一           | 戸城憲夫  | 3:43  |
| 10.       | 「LET THE MUSIC PLAY」                             | 森重樹一           | 森重樹一  | 3:36  |
| 11.       | 「FEEL SO GOOD」                                   | 森重樹一、戸城憲夫 | 戸城憲夫  | 4:06  |
| 12.       | 「虹の向こうに」                                   | 森重樹一           | 戸城憲夫  | 2:26  |
| 合計時間: | 合計時間:                                          | 合計時間:          | 合計時間: | 47:53 |

## レコーディング参加
- 森重樹一 - コーラス
- 戸城憲夫 - ベース
  - 横関敦 - ギター
  - 新美俊宏 - ドラム、パーカッション
  - 佐藤達哉 - キーボード
  - 坂井紀雄 - コーラス